# Pedro Solís García
Pedro Solís García (Barcelona, 15 d'octubre de 1968) és un director i guionista espanyol de produccions de animació 3D, guardonat amb dues Premis Goya al millor curtmetratge d'animació per La bruxa (2011) i Cuerdas (2014).

## Biografia
Encara que neix a Barcelona, la seva família es trasllada a viure a Guadalajara quan ell compta amb tres anys. És en aquesta ciutat on desenvolupa els seus estudis de grau superior de tècnic electrònic.
Sempre atret pel món de l'animació i la tecnologia dedica llargues nits a aprendre el maneig del modelatge en 3D. L'any 1998 decideix canviar l'estabilitat d'un lloc fix per a llançar-se treballar en el sector del videojoc, en el qual ha desenvolupat diferents tasques, sent des d'artista 3D a coproductor en nombrosos títols per a PC i consoles.
El salt al cinema el dona de la mà del personatge Tadeu Jones, en col·laborar en el disseny d'escenaris en els curts d'animació Tadeo Jones i Tadeo Jones y el sótano maldito d'Enrique Gato.
L'any 2008 comença una nova marxa com a Director de Producció en Lightbox Entertainment, on col·labora en títols com “Les aventures de Tadeu Jones” en 2012, l'aventura espacial “Atrapa la bandera” (2015) i la seqüela de l'èxit del 2012 "Tadeu Jones 2: El secret del rei Mides” (2017), distribuïdes internacionalment per Paramount Pictures.
La bruxa, la seva primera pel·lícula, com a director i guionista, va ser guardonada amb el Goya al millor curtmetratge d'animació. i alguns altres premis importants.
Cuerdas és el seu segon curtmetratge com a guionista i director. Amb ell ha aconseguit el Premi Goya 2014 al Millor curtmetratge d'Animació i un ampli nombre de premis i reconeixements entre els quals destaca el “Guinness World Record” al curtmetratge d'animació més premiat de la història.

## Filmografia
| Any  | Títol                                  | Lloc                  | Empresa                  |
| ---- | -------------------------------------- | --------------------- | ------------------------ |
| 2017 | Tadeu Jones 2: El secret del rei Mides | Director de Producció | Lightbox                 |
| 2015 | Atrapa la bandera                      | Director de Producció | Lightbox                 |
| 2013 | Cuerdas                                | Director              | La Fiesta PC             |
| 2012 | Les aventures de Tadeu Jones           | Director de Producció | El Toro, Lightbox, Ikiru |
| 2010 | La bruxa                               | Director              | La Fiesta PC             |
| 2007 | Tadeo Jones y el sótano maldito        | Sets&Props            | La Fiesta PC             |
| 2004 | Tadeo Jones                            | Sets&Props            | La Fiesta PC             |